# توني هاتش
توني هاتش (بالإنجليزية: Tony Hatch)‏ هو ملحن وكاتب أغاني ومنتج أسطوانات وعازف بيانو بريطاني، ولد في 30 يونيو 1939 في بينر ‏ في المملكة المتحدة.

## وصلات خارجية
- الموقع الرسمي
- توني هاتش على موقع IMDb (الإنجليزية)
- توني هاتش على موقع ميوزك برينز (الإنجليزية)
- توني هاتش على موقع ميوزك برينز (الإنجليزية)
- توني هاتش على موقع أول ميوزيك (الإنجليزية)
- توني هاتش على موقع ديسكوغز (الإنجليزية)
- توني هاتش على موقع ديسكوغز (الإنجليزية)
- توني هاتش على موقع قاعدة بيانات الفيلم (الإنجليزية)